# Breslavka
Breslavka (en rus: Бреславка) és un poble de l'óblast de Lípetsk, a Rússia, que el 2011 tenia 485 habitants. Pertany al districte rural d'Úsman.